# Budapest
Budapest (pronúncia hongaresa [ˈbudɒpɛʃt]) és la capital d'Hongria i el principal centre polític, industrial i econòmic del país. Amb una superfície de 525 km² el seu punt més alt és a János Hegy o mont de Joan, a uns 529 msnm. Va ser fundada el 17 de novembre de 1873 per la unió de tres ciutats, dues a l'oest del Danubi: Buda i Óbuda, i una altra a l'est: Pest. Va ser en aquesta ciutat que es va construir la primera línia de metro de l'Europa continental, és a dir, exceptuant-ne la de Londres. Administrativament es divideix en 23 districtes. Té una població d'1,7 milions d'habitants i és la setena ciutat més gran de la Unió Europea.
Va tenir una disminució significativa respecte dels gairebé 2,1 milions que tenia a mitjan anys 1980. La seva població representa una cinquena part de la població total d'Hongria. És la ciutat més poblada d'Europa centrooriental. La ciutat ocupa una superfície de 525 km² i la seva àrea metropolitana té una població de 2,38 milions d'habitants.
La història de Budapest va començar amb Aquíncum, originàriament un assentament celta que es va convertir en la capital romana de Panònia Inferior. Els hongaresos van arribar al territori al segle ix. El seu primer assentament va ser saquejat pels mongols el 1241-42. La ciutat restablerta es va convertir en un dels centres de la cultura del Renaixement humanista al segle xv. Després de la Batalla de Mohács i després de gairebé 150 anys de domini otomà, el desenvolupament de la regió va entrar en una nova era de prosperitat als segles xviii i xix, i Budapest es va convertir en una ciutat global després de la unificació de 1873. També es va convertir en la segona capital d'Àustria-Hongria, una gran potència que es va dissoldre el 1918. Budapest va ser el punt focal de la revolució hongaresa de 1848, la República Soviètica Hongaresa de 1919, l'operació Panzerfaust el 1944, la Batalla de Budapest de 1945 i la revolució de 1956.
Considerada com una de les ciutats més belles d'Europa, Budapest té llocs que són Patrimoni de la Humanitat, incloent-hi les ribes del Danubi (això és, els principals edificis que s'hi troben i diversos ponts sobre el riu), el castell de Buda i el seu entorn o l'avinguda Andrássy amb la plaça dels Herois i el metropolità del Mil·lenni, el segon més antic del món. Altres punts destacats inclouen un total de 80 deus geotèrmiques, el sistema més gran de coves d'aigües termals del món, la segona sinagoga més gran i el tercer edifici del Parlament més gran del món. La ciutat atreu al voltant de 4,3 milions de turistes a l'any, convertint-la en la 25a ciutat més popular del món, segons Euromonitor.
Budapest és, també, un important centre financer d'Europa central. La ciutat es va situar tercera (d'un total de 65 ciutats) per l'índex de mercats emergents elaborat per Mastercard, i classificada com la ciutat més habitable d'Europa central i Europa de l'Est per l'índex de qualitat de vida segons Economist Intelligence Unit. També es va classificar com el «setè lloc idíl·lic d'Europa per viure» per la revista Forbes, i com la novena ciutat més bella del món per UCityGuides. És, també, la millor ciutat d'Europa central i oriental segons el rànquing de 100 ciutats de l'índex Innovation Cities.

## Toponímia
El nom de Budapest és la composició dels noms de les ciutats Buda i Pest, ja que es van unir (juntament amb Óbuda) per convertir-se en una sola ciutat el 1873. Una de les primeres aparicions del nom combinat Buda-Pest va ser el 1831 en el llibre Világ ('Món'), escrit pel comte István Széchenyi.
L'origen de la paraula Buda i Pest és incert. Segons les cròniques de l'edat mitjana el nom de Buda ve del nom del seu fundador, Bleda (Buda), el germà d'Àtila. Alguns estudiosos moderns donen suport a la teoria de Buda com a nom d'una persona. Una explicació alternativa suggereix que Buda deriva de la paraula eslava вода, voda ('aigua'), una traducció del nom en llatí Aquincum, que era el principal assentament romà a la regió.
També existeixen diverses teories sobre l'origen del nom Pest. Una de les teories sosté que la paraula Pest ve de l'època romana, ja que hi havia una fortalesa, Contra-Aquincum, en aquesta regió que es coneix com a Pession. Segons una altra teoria, la paraula Pest s'origina de la paraula eslava пещера, peshtera ('cova') o de la paraula печь, pesht ('forn') en referència a una cova local. En l'antiga llengua hongaresa, hi havia un significat similar per a la paraula forn/cova i el nom antic original alemany d'aquesta regió va ser Ofen. Més tard, Ofen, en alemany, es refereix a la part de Buda.

## Història
La història coneguda de Budapest es remunta a la ciutat romana d'Aquíncum, fundada al voltant de l'any 89 sobre un antic campament celta, prop del que després seria Óbuda. Des del 106 fins al final del segle iv, fou la capital de la província de la Pannònia inferior (en llatí Pannonia).
Cap a 896, els magiars, avantpassats del poble hongarès actual, colonitzen la regió sota el comandament d'Árpád, poblant la conca pannònia així com el sector d'Óbuda. Hongria es funda un segle més tard, l'any 1000, amb la coronació del seu primer rei, Esteve I. Malgrat la seva destrucció gairebé total en resposta a una invasió mongola el 1241, i el desplaçament de la residència reial a Visegrád el 1308, la ciutat esdevé la capital del país el 1361.
La conquesta de la major part del país al segle xvi per l'Imperi Otomà interromp el creixement de la ciutat. Pest cau en mans de l'invasor pel sud el 1526. Buda, defensada pel seu castell, té la mateixa sort 15 anys més tard. Mentre que Buda es converteix en la seu d'un governador turc, Pest és desertada per una gran part dels seus habitants fins al moment de la seva reconquesta el 1686 pels Habsburg, que havien continuat sent reis d'Hongria des de 1526 malgrat la pèrdua de la major part del país.
En el transcurs dels segles xvii i xviii, malgrat una inundació devastadora el 1838 que va fer 70.000 morts, Pest coneix la taxa de creixement més forta gràcies a un comerç molt actiu, contribuint molt majoritàriament al creixement combinat de les tres ciutats. El 1900, la seva població supera les de Buda i Óbuda reunides. En el transcurs del segle següent, la població de Pest es multiplicarà per vint, mentre que les de Buda i Óbuda seran quintuplicades. El 1780, l'alemany és introduït com a llengua oficial pels Habsburg.

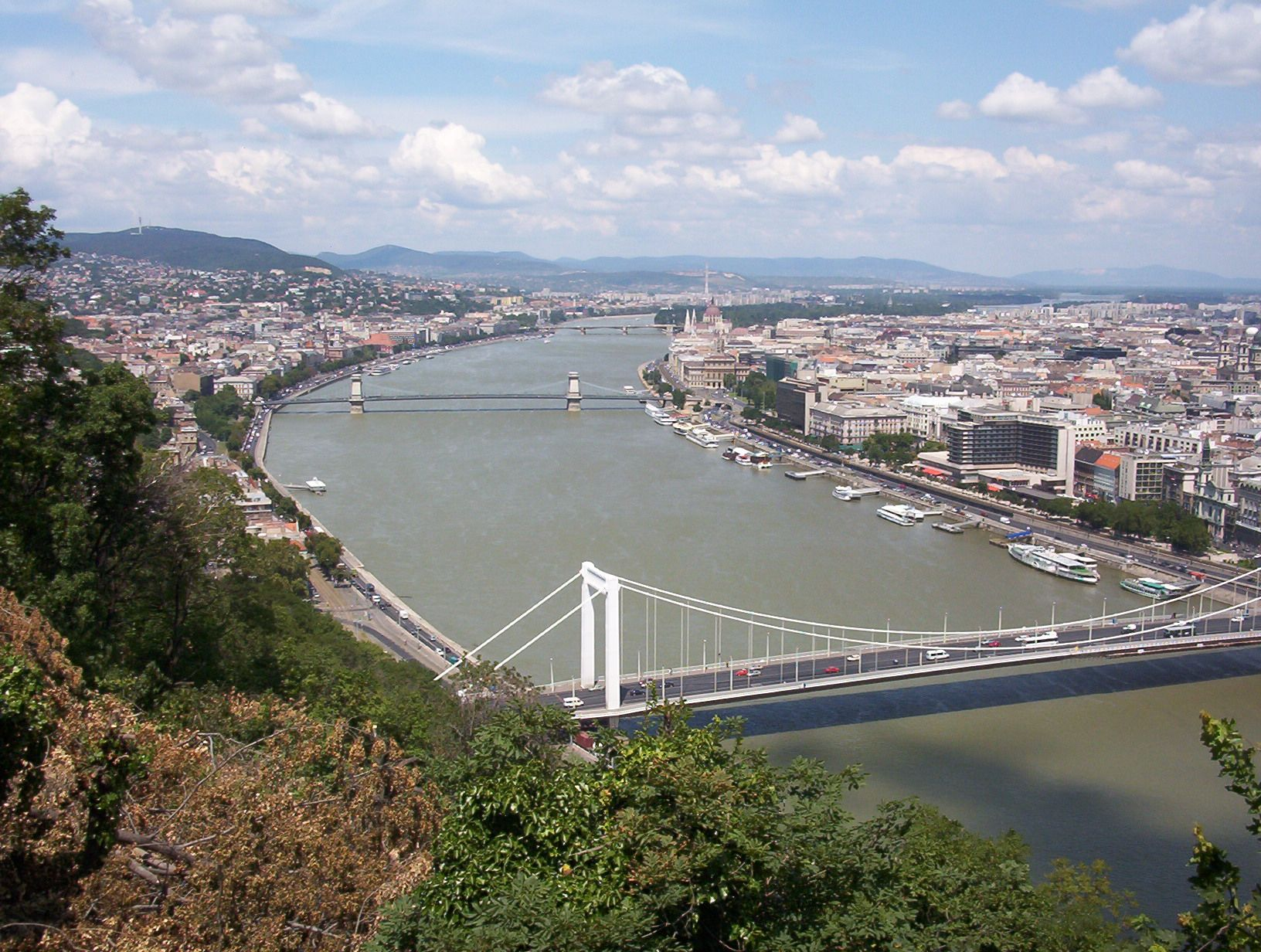
Vista de Budapest

La fusió de les tres ciutats sota una administració comuna es va produir per primera vegada el 1849 sota la impulsió del govern revolucionari, abans de ser revocada després de la reconstitució de l'autoritat dels Habsburg. És ratificada definitivament el 1873 pel govern reial autònom hongarès procedent del compromís austrohongarès de 1867. La població total de la capital unificada es va multiplicar per set en el període 1840-1900, amb 730.000 habitants.
L'aixecament de ponts sobre el Danubi (el pont de les cadenes el primer de tots) va ser determinant per afavorir la fusió de les ciutats a les dues vores del Danubi.
En el transcurs del segle xx, la majoria de les indústries del país s'instal·len a la ciutat, i el creixement de la població prossegueix. Així, la població d'Újpest és més que doblada en el període 1890-1910, i la de Kispest és quintuplicada entre 1900 i 1920. Les pèrdues humanes vinculades a la Primera Guerra Mundial i la pèrdua consegüent de més dels dos terços del territori de l'antic regne el 1920 no causen més que un trastorn temporal: Budapest continua sent la capital d'un estat certament més petit, però d'ara endavant sobirà. El 1930, la ciutat té un milió d'habitants, més 400.000 a la rodalia.

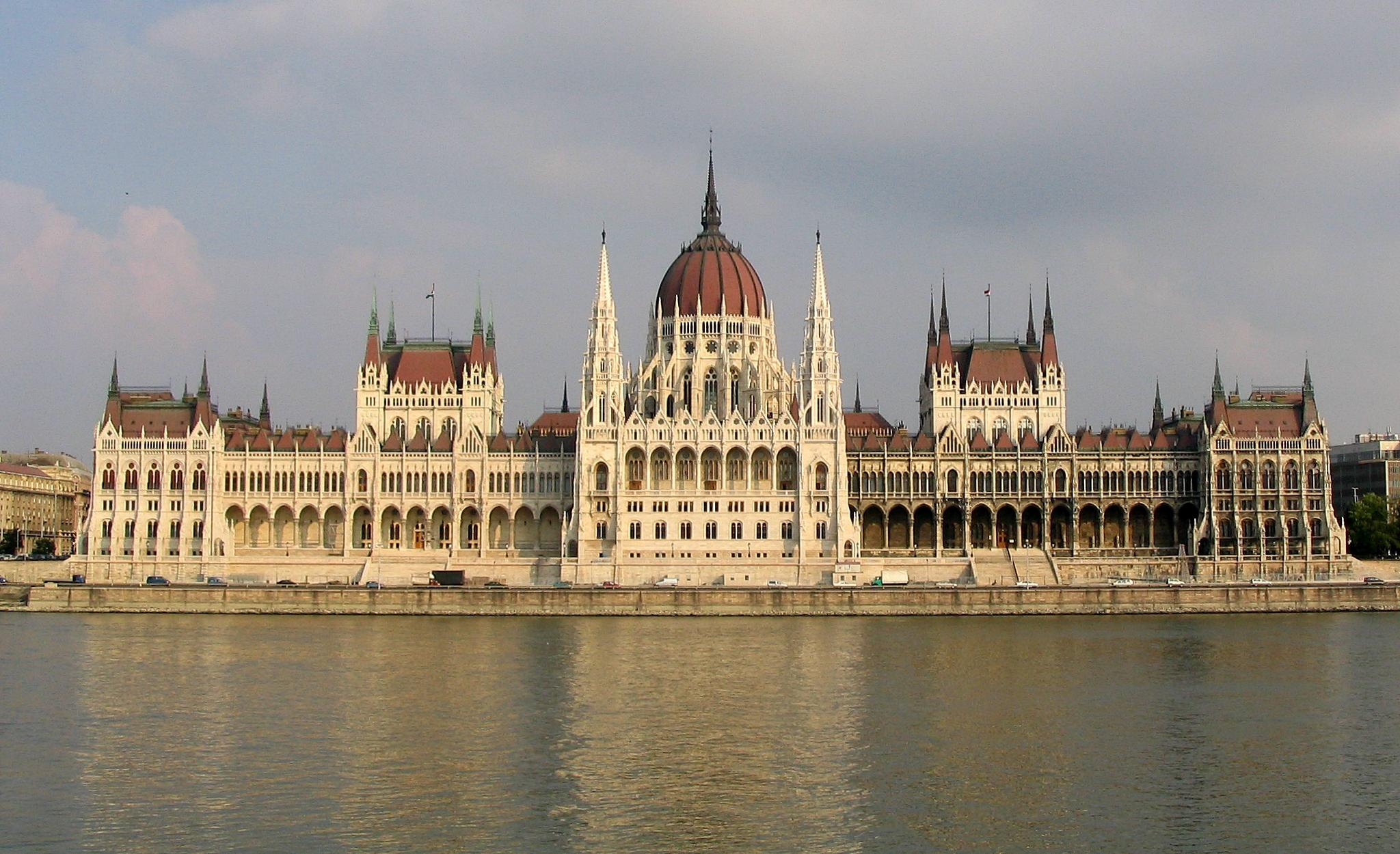
L'edifici del parlament a Budapest

En el moment de la Segona Guerra Mundial, els jueus són reunits al gueto de Budapest. Aproximadament un terç dels 250.000 habitants jueus de Budapest van morir durant el genocidi nazi perpetrat durant l'ocupació alemanya de 1944. Malgrat aquest fet, Budapest és actualment la capital europea que inclou més ciutadans jueus. El 1944, el diplomàtic suec Raoul Wallenberg va salvar almenys 10.000 jueus hongaresos. A partir de 1950, l'aglomeració de Budapest coneix una expansió significativa: es creen nous districtes a partir de les ciutats veïnes. Durant els anys 1950 i 1960, la ciutat es recupera del setge soviètic de 1944, fent-se, en cert límit, un aparador en matèria de política pragmàtica practicada pel govern comunista del país (1947-1989). La democratització és aturada per la insurrecció de Budapest del 1956 i la intervenció de l'URSS.
El 1956, les manifestacions pacífiques a Budapest van conduir a l'esclat de la revolució hongaresa. La direcció es va ensorrar després de les manifestacions de les masses que es van iniciar el 23 d'octubre, però els tancs soviètics van entrar a Budapest per aixafar la revolta. La lluita va continuar fins a principis de novembre, deixant més de 3.000 morts.
Des de la dècada de 1960 a la fi del règim comunista, es referia a Hongria a vegades i de forma satírica, com la «barraca feliç» al bloc de l'Est, i gran part dels danys de guerra a la ciutat van ser finalment reparats. Els treballs al pont d'Erzsébet, l'últim a ser reconstruït, van ser acabats el 1964.
A principis de 1970, es va inaugurar la línia M2 del metro de Budapest en el sentit est-oest, seguit de la línia M3 el 1982. El 1987, el castell de Buda i les ribes del Danubi van ser inclosos en la llista de Patrimoni de la Humanitat per la UNESCO. L'avinguda Andrássy (incloent-hi el tren subterrani del Mil·lenni, Hősök tere i Városliget) es va afegir a la llista de la UNESCO el 2002. En la dècada de 1980, la població de la ciutat va aconseguir els 2,1 milions d'habitants.
Als últims temps, s'ha produït una disminució significativa en la població a causa, principalment, d'un moviment demogràfic massiu al comtat de Pest. En les últimes dècades del segle xx, els canvis polítics de 1989-90 van produir importants canvis en la societat civil i als carrers de Budapest. Els monuments comunistes van ser retirats dels llocs públics i portats al Memento Park. En els primers vint anys de la nova democràcia, el govern de la ciutat va ser presidit per Gábor Demszky.

## Geografia
L'àrea de 525 km² de Budapest es troba al centre d'Hongria envoltat d'assentaments de l'aglomeració del comtat de Pest. La capital s'estén a 25 i 29 quilòmetres al nord-sud i est-oest, respectivament. El riu Danubi entra a la ciutat pel nord, i més tard envolta dues illes, Óbuda i l'illa de Margarida. La tercera illa, Csepel, és la més gran de les illes del Danubi de Budapest; no obstant això, només la punta més al nord es troba dins dels límits de la ciutat. El riu que separa les dues parts de la ciutat està a només 230 metres d'ample al punt més estret a Budapest. Pest es troba a la plana de la Gran Plana, mentre que el terreny a Buda és molt accidentat. El terreny de Pest s'aixeca amb un lleuger pendent cap a l'est, per la qual cosa les parts més orientals de la ciutat estan a la mateixa alçada que els petits pujols de Buda, en particular el turó Gellért (dit així perquè hi va rebre martiri Gerard Sagredo, sant Gerard, Gellért en hongarès) i la muntanya del Castell. Els pujols de Buda són principalment de pedra calcària i dolomita; l'aigua va crear espeleotemes, i se'n poden trobar els més famosos a les coves Pálvölgyi i Szemlőhegyi. Els turons es van formar durant l'era del Triàsic. El punt més alt dels pujols i de Budapest és el pujol János, a 527 metres sobre el nivell del mar. El punt més baix és la línia del Danubi, que és de 96 metres sobre el nivell del mar. Els boscos dels pujols de Buda estan protegits mediambientalment.

### Illes
En el riu Danubi es poden trobar set illes: Drassana, illa Margarida, illa de Csepel, Palotai-Sziget (actualment una península), Népsziget, Haros-Sziget, i Sziget Molnár.
Entre les illes notables s'inclouen:
L'illa Margarida té 2,5 km de llarg i 0,965 quilòmetres quadrats de superfície. Es compon principalment d'un parc i és una popular zona d'esbarjo per als turistes i vilatans per igual. L'illa es troba entre el pont Margarita (sud) i el pont Árpád (nord). A l'illa es poden trobar discoteques, piscines, un parc aquàtic, pistes per a córrer, de ciclisme, d'atletisme i gimnasos. Durant el dia, l'illa està ocupada per gent que fa esport o simplement descansa. A l'estiu (en general, els caps de setmana) els més joves van a l'illa a la nit de festa a les seves terrasses, o per divertir-se amb una ampolla d'alcohol en un banc o a la gespa (aquesta forma d'entreteniment es denomina de vegades com a banc-festa).
L'illa de Csepel (pronunciació en hongarès: tʃɛpɛlsiɡɛt) és l'illa major del riu Danubi a Hongria. Té 48 km de llarg, el seu ample és de 6,8 km i la seva àrea abasta 257 km², encara que només l'extrem nord es troba dins dels límits de la ciutat.
Hajógyári-Sziget ([hɒjo ː ː ɟa siɡɛt ri], o Sziget Óbudai-) és una illa artificial, situada en el tercer districte. Aquesta illa alberga nombroses activitats tals com: esquí aquàtic, motos d'aigua durant el dia, i clubs de ball durant la nit. Aquesta és l'illa on té lloc el famós Festival de Sziget, i rep centenars d'actuacions per any i al voltant de 400.000 visitants en la seva última edició. S'estan duent a terme molts projectes de construcció per fer d'aquesta illa un dels centres d'oci més importants d'Europa, el pla és construir edificis d'apartaments, hotels, casinos i un port esportiu.
Luppa-Sziget és l'illa més petita de Budapest, situada a la regió nord.

## Divisió administrativa

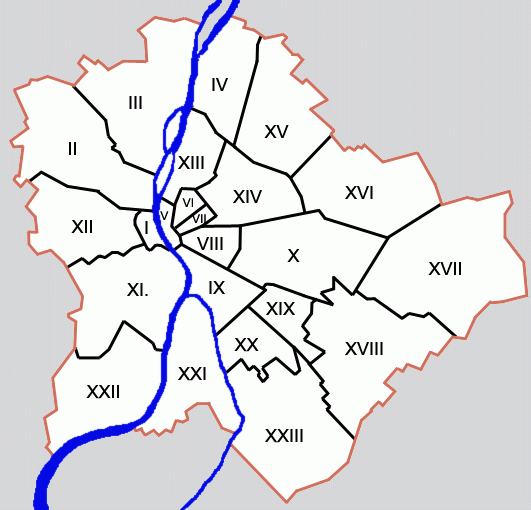
Mapa dels districtes de Budapest

A banda de la divisió popular de Buda a l'oest del Danubi i Pest a l'est, la capital hongaresa es divideix en vint-i-tres districtes (sis a Buda, setze a Pest i un a l'illa de Csepel) numerats amb xifres romanes, encara que solen ser coneguts pel nom del barri principal.
- Districte I (Budavár)
- Districte II
- Districte III (Óbuda)
- Districte IV (Újpest)
- Districte V (Belváros)
- Districte VI (Terézváros)
- Districte VII (Erzsébetváros)
- Districte VIII (Józsefváros)
- Districte IX (Ferencváros)
- Districte X (Kőbánya)
- Districte XI (Újbuda)
- Districte XII (Hegyvidék)
- Districte XIII
- Districte XIV (Zugló)
- Districte XV (Rakospalota)
- Districte XVI
- Districte XVII (Rakosmente)
- Districte XVIII
- Districte XIX (Kispest)
- Districte XX (Pesterzsébet)
- Districte XXI (Csepel)
- Districte XXII (Budafok)
- Districte XXIII (Soroksár)

### Districtes
Originàriament, hi havia 10 districtes a Budapest després de la unificació de les tres ciutats el 1873. L'1 de gener de 1950, Budapest es va unir amb diversos pobles veïns i el nombre de districtes es va elevar a 22, formant el Gran Budapest. En aquest temps va haver-hi canvis, tant en l'ordre dels districtes com en les seves grandàries. Ara hi ha 23 districtes, sis a Buda, 16 a Pest i un a l'illa de Csepel, al Danubi. Cada districte pot associar-se amb una o diverses parts de la ciutat amb noms de ciutats anteriors de Budapest. El mateix centre de la ciutat, en un sentit més ampli, comprèn els districtes V, VI, VII, VIII, IX i XIII en el costat de Pest, i l'I, II, XI i XII en el costat de Buda de la ciutat.

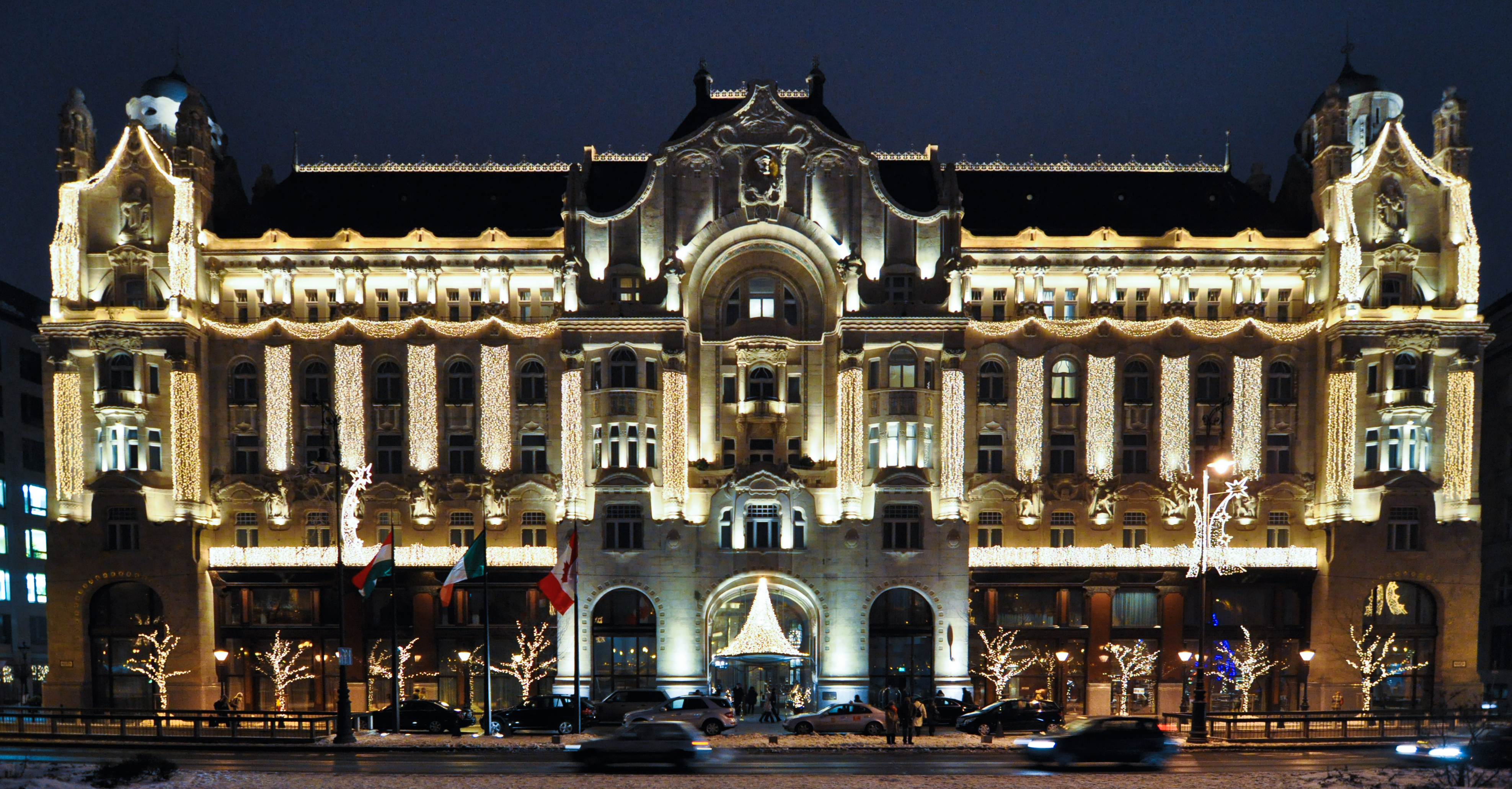
Palau Gresham

#### Districte IV
El districte IV està situat al nord de Budapest, sobre la riba oest del riu Danubi. Abans de 1950, data en què es van annexar diverses zones a Budapest, es tractava de la localitat d'Újpest. El nom significa 'Nou Pest', perquè es va formar a la vora de la ciutat de Pest el 1840. Újpest va ser un llogaret o vila durant sis dècades abans de 1907, quan es va transformar en poble. Com dèiem, el 1950 el poble es va unificar amb Budapest, per formar el Gran Budapest, i constituir-se en el districte IV.

#### Districte XXI

##### Ubicació
El districte XXI està situat al nord de l'illa de Csepel; per l'est flueix el Danubi i en l'altre marge es troben els districtes IX, XX i XXIII; per l'oest, la frontera del districte la marca de manera natural el contorn de l'illa amb la ribera del Danubi, que en el marge oposat presenta els districtes XI i XXII, pel sud el límit demarcat per la capital, és a dir, els límits propis del poblat de Szigetszentmiklós.

##### Barris de major rellevància
- Barri del carrer Ady Endre
- Csillágtelep
- Barri de Királymajori
- Barri de Vízmű
- Barri del carrer Árpád

##### Història
Durant la segona meitat del segle xx va ocórrer la industrialització més important del districte, la qual cosa el va convertir en una base de la indústria pesant. En aquesta zona es van assentar els treballadors, que van contribuir a la formació de zones urbanístiques, parcs i barris. El districte es va convertir així en bastió de la classe obrera hongaresa.
Va ser independent fins a l'1 de gener de 1950, quan juntament amb altres zones va ser annexionat com a part integral de Budapest capital.

##### Economia
El districte XXI és considerat com un dels districtes industrials clàssics de Budapest (per la seva indústria metal·lúrgica, aceraire i de paper).
Durant la primera meitat del segle xx, l'economia del districte estava unida al nom de Manfréd Weiss, que amb la seva empresa metal·lúrgica tenia la gamma més àmplia de productes que per a l'època existia en tota la regió d'Europa central i oriental
Després de la Segona Guerra Mundial, la fàbrica va passar a funcionar a mans de l'estat. A mitjan anys 50, fins al Tibet eren comercialitzats els productes de la fàbrica. A la fi dels anys 80, a causa de la baixa demanda de productes i l'elevat cost de manteniment, la fàbrica va anar paralitzant-se gradualment.
En l'actualitat, el conjunt funciona com a zona industrial, albergant centenars d'altres empreses, oficines, i petites fàbriques.

##### Riqueses naturals
El districte alberga només una zona protegida, al turó de Tamariska a la zona de Királyerdő, que des de 1999 va ser declarada per la ciutat capital com a patrimoni natural, ja que als seus bancs sorrencs es troben innombrables espècies vegetals autòctones i exclusives de la zona.

## Clima

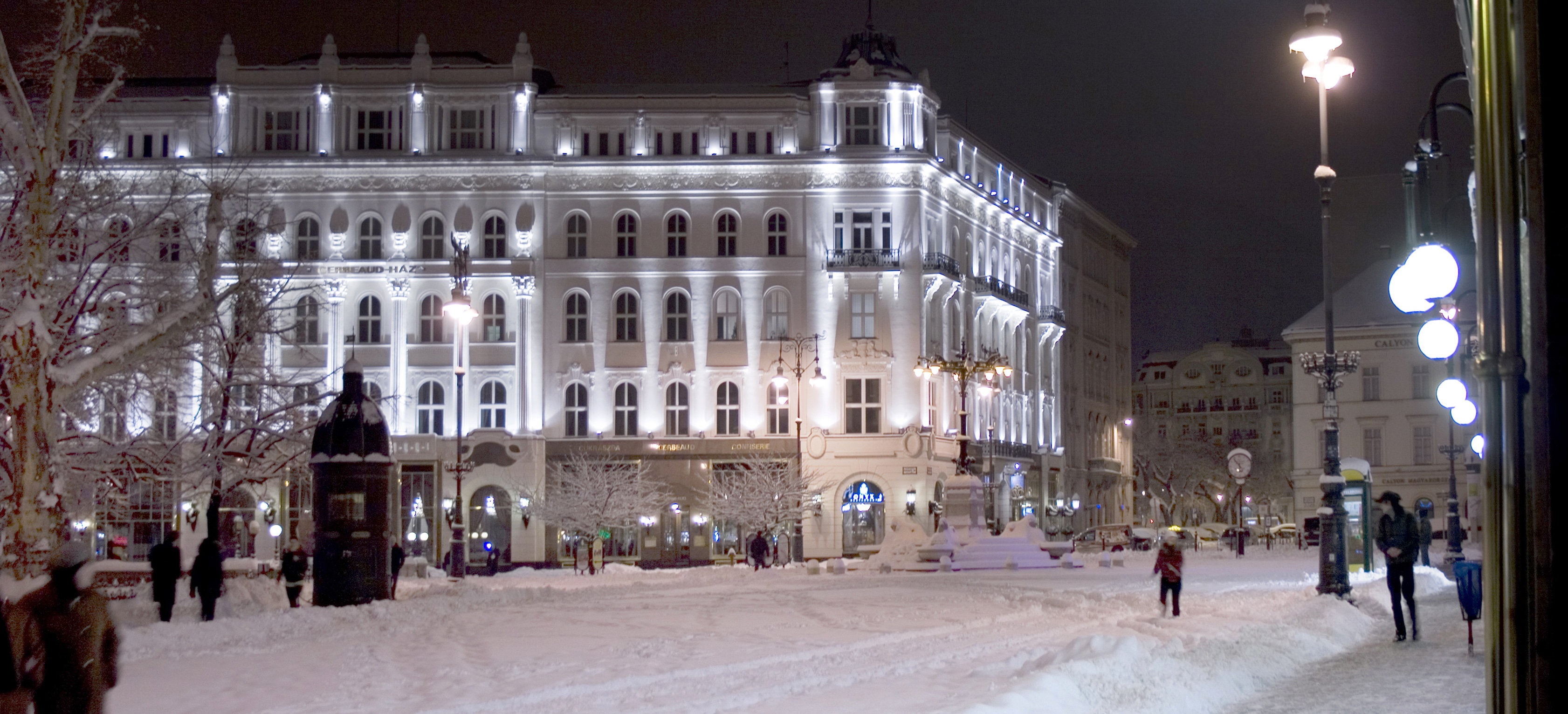
Hivern a la plaça Vörösmarty

La ciutat té un clima humit continental, un clima de transició entre el clima temperat, cobert de neu de Transdanúbia, el clima variable continental de la gran plana oberta de l'est i el clima gairebé submediterrani del sud.
La primavera es caracteritza per l'abundància de sol i pluges aïllades. La temperatura comença a pujar notablement a l'abril, en general aconsegueixen màximes de 25 °C al final del mes, encara que hi ha curts períodes de fred amb baixes temperatures a la zona amb 0-5 °C i les gelades poden aparèixer fins i tot a mitjan maig.
En els estius, els perllongats períodes de calor, amb temperatures entre 32-35 °C, s'intercanvien amb breus períodes humits amb fronts freds provinents de l'oest, amb temperatures entre 18-25 °C. La humitat és alta, de tant en tant, a l'estiu principalment secundària per la influència del Mediterrani. No obstant això, en general, la calor és seca i les temperatures nocturnes són molt agradables, especialment en els suburbis residencials. Al centre de Pest, no obstant això, no és rar que les temperatures siguin superiors a 25 °C a mitjanit. Les tempestes, algunes de violentes amb ratxes fortes i pluges torrencials, també són freqüents. La temperatura més alta registrada va ser de 40,7 °C el 20 de juliol de 2007.
Les temperatures altes poden mantenir-se per sobre de 20 °C fins al final d'octubre. Les nits més fredes i les gelades arriben per primera vegada, en general, a la segona setmana d'octubre. Els curts períodes freds varien amb l'estiuet de Sant Martí, que pot durar setmanes senceres. Al novembre sobrevé l'abundant pluja, de vegades neu, i una caiguda dràstica de les temperatures (a 10 °C durant tota la tardor del mes).
Els hiverns són variables i impredictibles. Els vents de l'oest porten aire temperat oceànic, amb temperatures entre 5-10 °C, gairebé sense congelar i dispersa la pluja o neu. Les borrasques que es desplacen des del mar Mediterrani poden portar tempestes de neu amb 20–40 cm de caiguda en un sol dia, seguit per aire fred de Rússia. Les borrasques de l'Atlàntic sud i el vent pot portar un clima inusualment càlid, amb temperatures que arriben als 15 °C fins i tot al gener. L'anticicló de Sibèria porta cada dos anys un període molt assolellat però fred, amb una durada d'una setmana o dues amb punts baixos en el rang climàtic de -15 a -20 °C. Els anticiclons amb els centres superiors d'Europa occidental produeixen boira freda sense canvis en la temperatura entre el dia i la nit i es queden al voltant o una mica per sota de 0 °C. La boira pot durar setmanes. Les borrasques mediterrànies que es mouen per sobre de la capa de boira poden portar un o dos dies de pluja gelada.

## Economia
Budapest es va convertir en una ciutat global a causa de la industrialització. El 1910, el 45,2% de la població total treballaven en fàbriques. La capital hongaresa va ser una de les més grans ciutats industrials d'Europa amb 600.000 treballadors de fàbriques en la dècada de 1960. Entre 1920 i 1970, més de la meitat del total de la producció industrial d'Hongria es feia a Budapest. La metal·lúrgia (FÉG), la indústria tèxtil i la indústria de l'automòbil (Ikarus) van ser els principals sectors que van rebre els canvis estructurals.
Ara gairebé totes les branques de la indústria es troben a Budapest. Els principals productes són els aparells de comunicació d'enginyeria i informàtica, màquines elèctriques, llums incandescents (General Electric). La indústria farmacèutica també és important, la molt coneguda Egis i les companyies Gedeon Richter i Chinoin són hongareses, mentre que Teva també té una divisió aquí.
La indústria està més aviat als afores, puix el centre és el lloc per al servei principal d'empreses financeres nacionals i internacionals, com Telekom Hongria, General Electric, Vodafone, Telenor, Erste Bank, CIB Bank, K&H Bank&Insurance, UniCredit, Budapest Bank, Generali Providencia Insurance, ING, Aegon Insurance, Allianz. Les bases regionals de Volvo Co., Saab, Ford, GE, IBM, TATA Consultancy Services Limited estan a Budapest. El grup MOL de petroli i gas hongaresos, que amb les seves subsidiàries, és un líder integrat de petroli i gas a l'Europa central i de l'Est. L'OTP Bank, que és el banc més gran d'Hongria, amb sucursals en altres vuit països, té la seu a la capital.
Budapest és el centre dels serveis, assessoria financera, transaccions de divises, serveis comercials i béns. Els serveis de comerç i logística estan ben desenvolupats. El turisme i l'hostaleria també mereixen esment, ja que a la capital existeixen milers d'establiments de restaurants, bars, cafès i llocs de festa.

## Transport

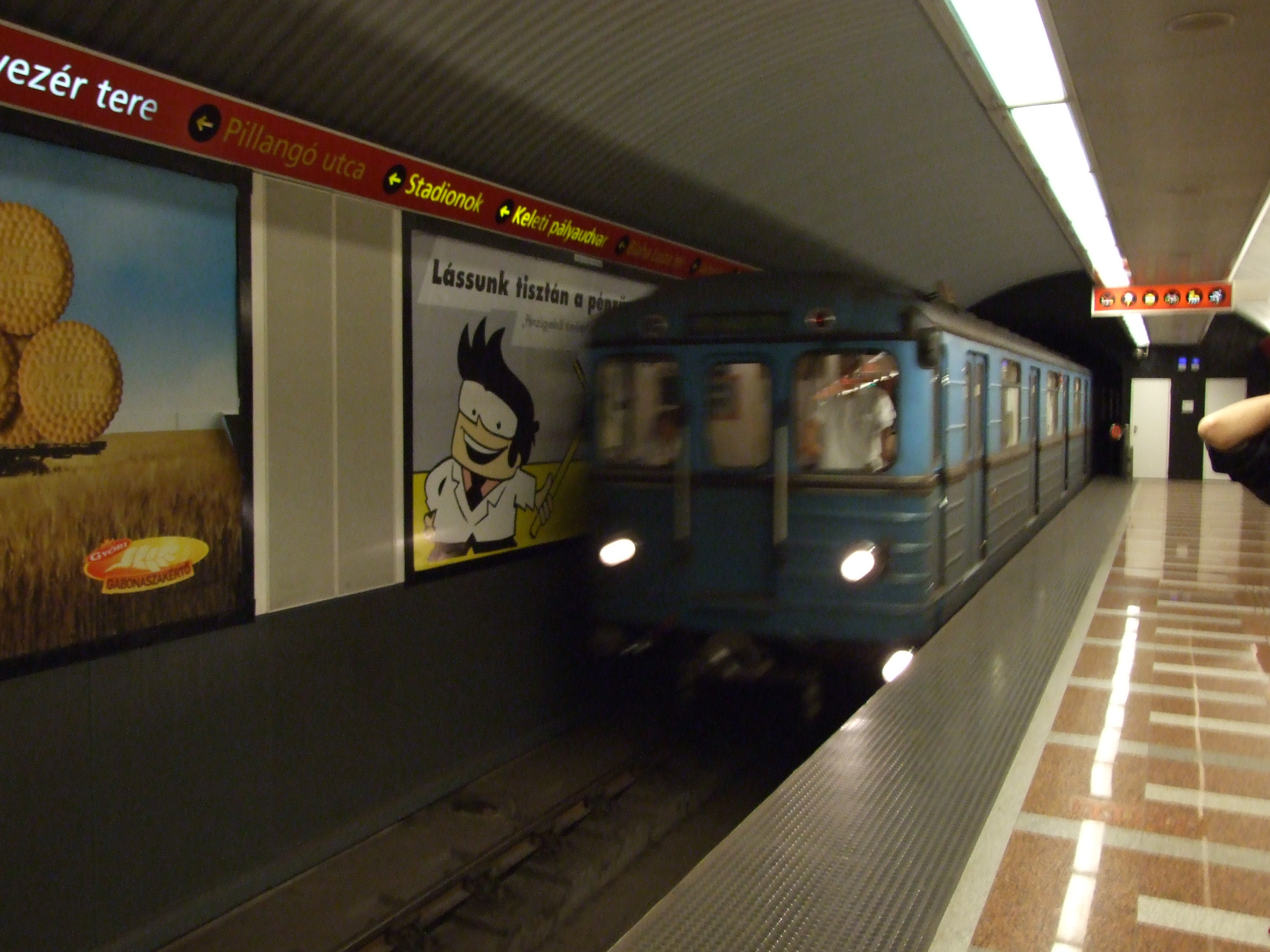
Estació Széll Kálmán tér de la línia 2 del metro de Budapest

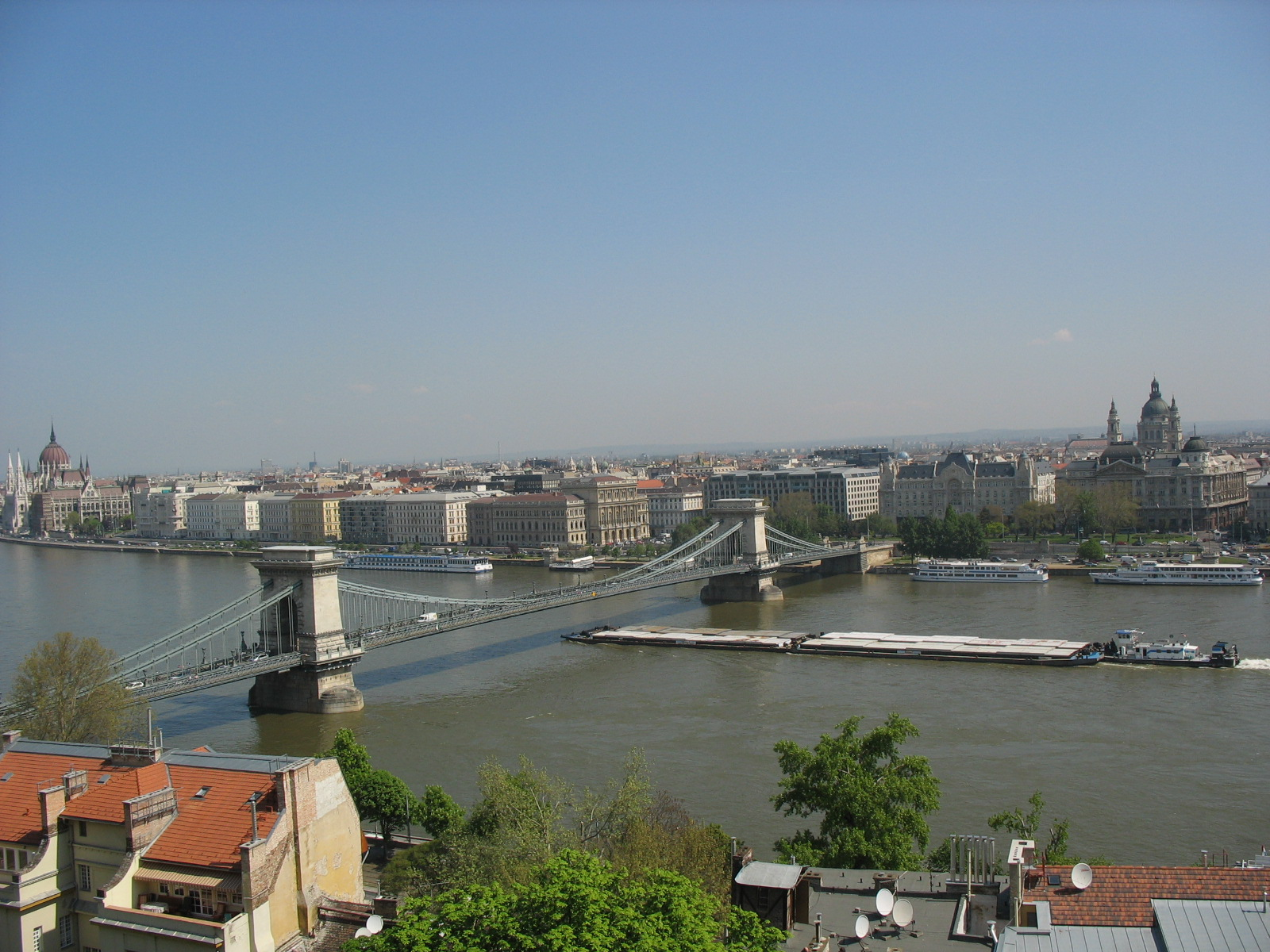
El Danubi al seu pas per la ciutat i el pont de les Cadenes

### Aeri
L'aeroport de Budapest-Ferihegy està situat a uns 17 km al sud-est del centre de la ciutat. Està constituït per tres terminals: Ferihegy 1 (actualment tancada), Ferihegy 2/A i Ferihegy 2/B. Des de l'aeroport es triguen uns 30 minuts a arribar al centre de la ciutat; el preu del viatge és de 3 € amb l'autobús de la línia 100E de la companyia BKK. Malév és la companyia aèria nacional.

### Ferroviari
La companyia nacional de transport ferroviari hongaresa és MÁV. Les tres estacions principals de Budapest són: Keleti a l'est, Nyugati a l'oest i Déli al sud. Les tres tenen connexions nacionals i internacionals. Budapest va ser una de les parades més importants de l'Orient Express fins al 2001, any en el qual el recorregut va ser reduït a entre París i Viena.
La xarxa de metro de Budapest és la més antiga del continent, i s'inaugurà en ocasió de la celebració del "mil·lenari" el 1896. També hi ha un servei de trens suburbans als voltants de Budapest, que opera sota la denominació HÉV.

### Transport públic
El transport públic a Budapest és gestionat per BKK, companyia que s'encarrega dels autobusos, troleibusos, tramvies, línies de ferrocarril de rodalies, metro i alguns serveis de vaixell.
La xarxa de tramvia de Budapest és extensa i fiable malgrat la deficient infraestructura i la seva envellida flota. Les rutes 4 i 6 combinades formen la línia de tramvia més ocupada del món, amb els tramvies de passatgers més llargs del món (54 metres de llarg combina de Siemens) que s'executa de 60 a 90 segons en hora punta i 3-4 minuts fora d'hores punta i en general ple de gent.
Hi ha 4 línies de metro de Budapest. La línia groga, construïda el 1896, és la segona línia de metro més antiga del món, només superada pel metro de Londres construït el 1863.

### Carreteres
Budapest és el nus hongarès de carretera més important, la majoria de les principals carreteres acaben a prop dels límits de la ciutat. El sistema de carreteres a la ciutat es dissenya de manera similar a la de París, amb diverses carreteres en anell, i avingudes que irradien des del centre.
La carretera de circumval·lació M0 al voltant de Budapest està gairebé acabada, amb una sola secció que falta en el costat oest a causa de les disputes locals. Actualment, la carretera de circumval·lació és d'uns 80 quilòmetres de longitud, i una vegada acabat, tindrà prop de 100 quilòmetres de longitud.

### Transport fluvial
El riu Danubi flueix a través de Budapest en el seu camí cap al mar Negre. El riu és navegable fàcilment i així Budapest ha estat històricament un port comercial important (a Csepel). En els mesos d'estiu, funciona un servei programat d'hidrodeslitzador des del Danubi fins a Viena.

## Cultura
La tradició de la dansa de la conca dels Carpats és l'àrea única de la cultura de la dansa europea, que és també una espècie de transició entre els Balcans i les regions de l'Europa occidental. A Budapest existeixen diversos conjunts d'autèntica dansa folklòrica hongaresa, alguns de professionals. Budapest és una de les poques ciutats del món on hi ha una escola secundària per a l'aprenentatge de la dansa folklòrica.

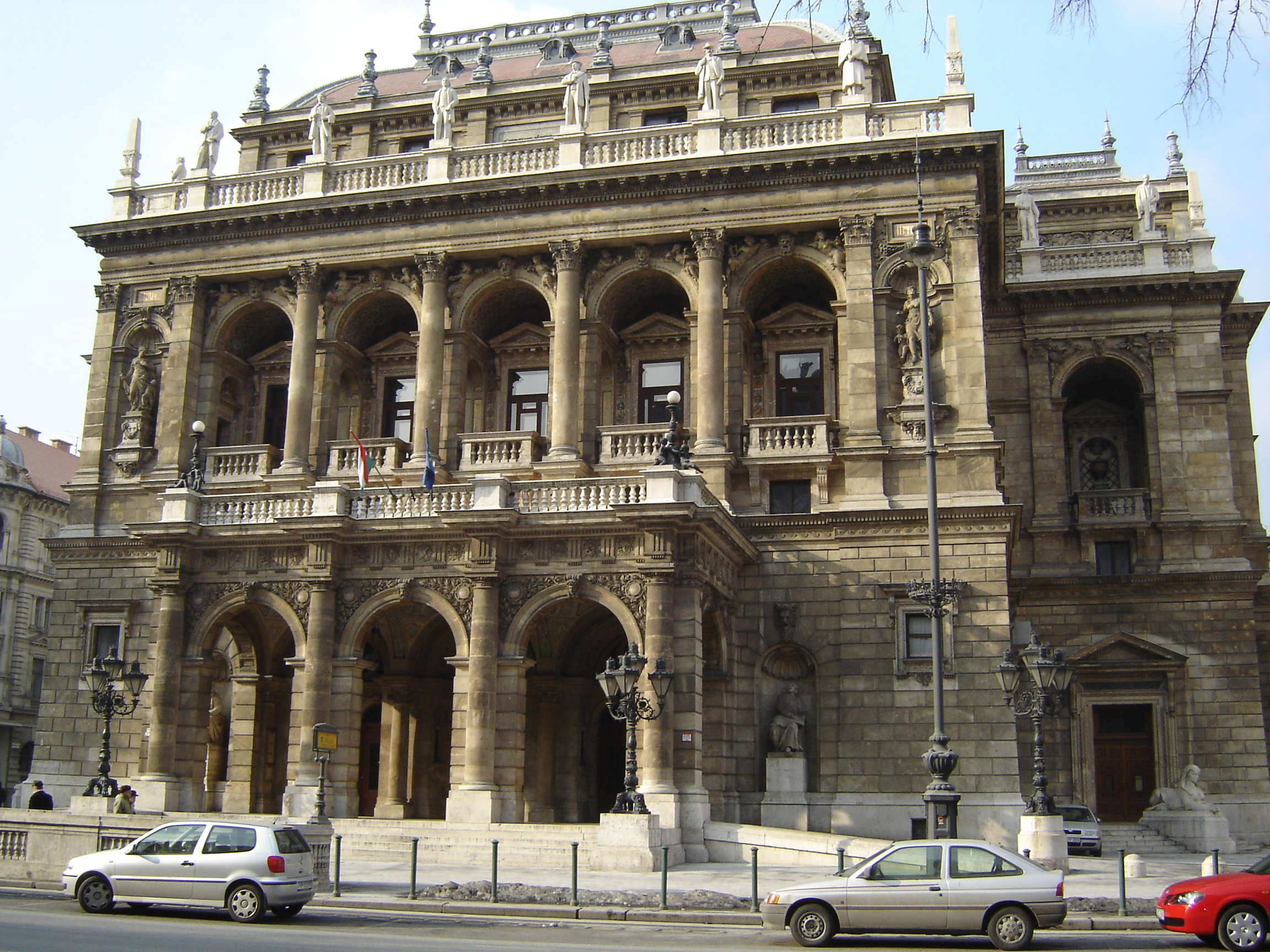
Òpera Nacional d'Hongria

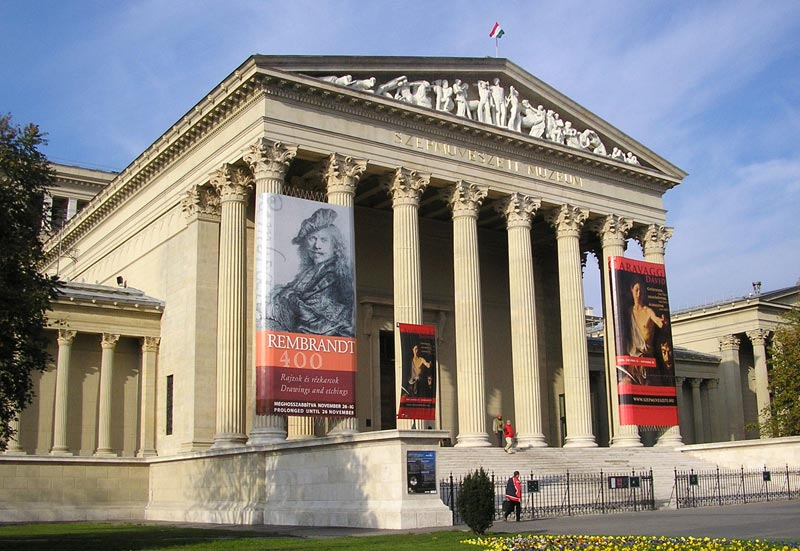
Museu de Belles arts de Budapest

A Budapest, actualment hi ha 837 monuments diferents, que representen la major part de l'estil artístic europeu. Són prominents els clàssics i únics edificis d'estil art nouveau hongaresos.
Els 223 museus i galeries de la ciutat presenten no sols exposicions i art hongarès, sinó també art i ciència de la cultura universal i europea. Entre els més importants que es troben a la ciutat destaquen el Museu Nacional d'Hongria, la Galeria Nacional Hongaresa, el Museu de Belles Arts, el Museu Històric de Budapest, el parc Memento i el Museu d'Arts Aplicades.
A Budapest hi ha quaranta teatres, set sales de concerts i un teatre de l'òpera. També se celebren sovint en edificis històrics festivals a l'aire lliure, concerts i conferències que enriqueixen l'oferta cultural de l'estiu. Les institucions més prestigioses de teatre són l'Opereta i Teatre Musical de Budapest, el Teatre József Attila, el Teatre Katóna József Színház, el Teatre Madách Színház, l'Òpera Nacional d'Hongria, el Teatre Nacional, el Vigadó, el Teatre Radnóti Miklós i el Teatre de la Comèdia.
Moltes biblioteques tenen col·leccions úniques a Budapest, com la Biblioteca Nacional Széchenyi, que manté les relíquies històriques de l'època abans de la impressió dels llibres. La Biblioteca metropolitana Ervin Szabó té un paper important en l'educació general de la població de la capital. Altres biblioteques importants són la Biblioteca de l'Acadèmia de Ciències d'Hongria, la Biblioteca de la Universitat Eötvös Loránd, la Biblioteca del Parlament i la Biblioteca Nacional de Literatura Estrangera.
Entre els esdeveniments culturals d'Hongria, el festival més gran a l'aire lliure és el Festival de Sziget, que és molt popular en tot Europa. Uns altres que també són importants i se celebren a la ciutat són el Festival de la Primavera de Budapest, el Festival de Tardor de Budapest, la Festa del Vi de Budapest i el Festival de Budapest de Pálinka.
Els turistes que visiten Budapest disposen de mapes gratuïts i informació sobre els diversos "punts d'interès" per l'empresa municipal BTDM en els seus punts d'informació. Està disponible per als visitants les targetes de 24 i 72 hores de Budapest. Per al transport, la validesa de la targeta és gratuïta i hi ha descomptes en diversos museus, restaurants i altres llocs d'interès. La ciutat també és coneguda pels seus bars en antigues ruïnes.

### Llocs d'interès
- Ruïnes d'Aquíncum
- Castell de Buda
- Plaça de la Santíssima Trinitat i església dita de Maties
- Bastió dels pescadors
- Turó Gellért i estàtua de la Llibertat
- Banys Gellért
- Pont de les Cadenes
- Avinguda Andrássy i Metropolità del Mil·lenni
- Òpera Nacional Hongaresa
- Plaça dels Herois, amb el monument del Mil·lenni
- Termes Széchenyi
- Castell de Vajdahunyad
- Gran Sinagoga de Budapest
- Basílica de Sant Esteve
- Palau del Parlament d'Hongria
- Sabates vora el Danubiːmemorial dedicat a les persones assassinades a la vora del Danubi, principalment jueus, entre 1944 i 1945
- Cafèsː Central, Gerbeaud i New York.
- "Ruin pubs" i "Ruin bars"
- Mercat Central
- Parc Memento
- Museu Nacional Hongarès
- The House of Houdini

### Banys termals

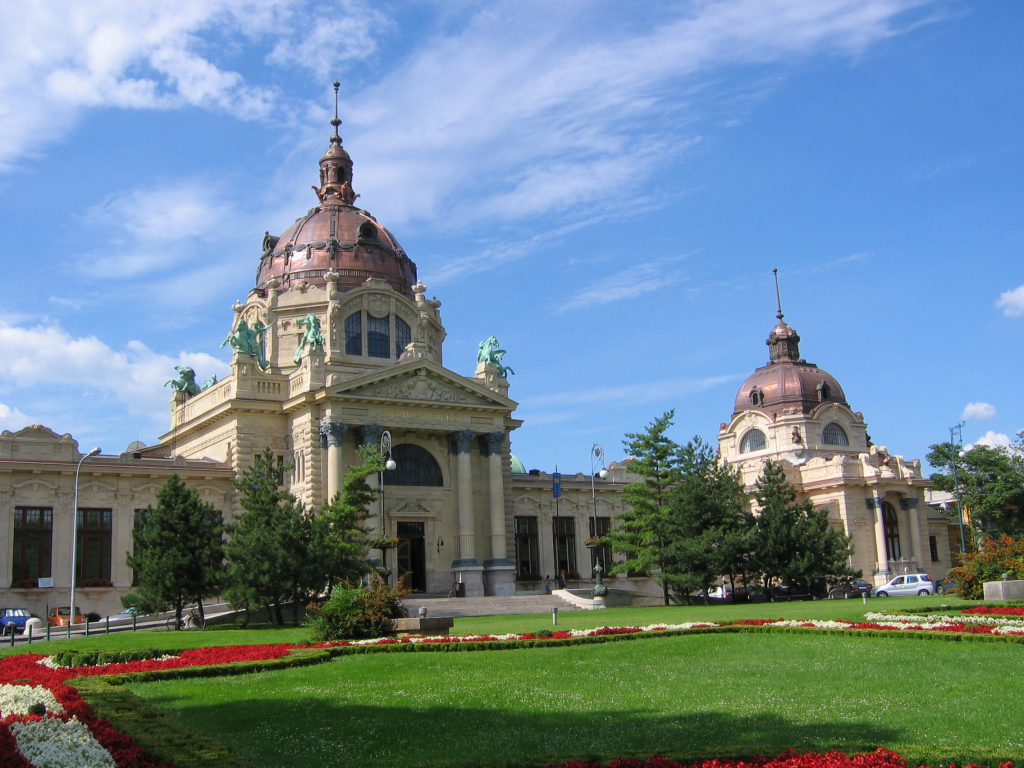
Termes Széchenyi

El 1934, Budapest va rebre el títol de ciutat de balnearis per ser la capital que disposa de més pous d'aigües medicinals i termals del món, és coneguda per alguns com la capital mundial de les aigües medicinals.
La seva xarxa és única: el rendiment de les aigües termals, amb temperatures de 21 a 78 graus centígrads, que brollen de 118 fonts naturals i de pous artificials, supera els 70 milions de litres diaris. A Budapest, es troben coneguts banys termals públics: Banys Gellért (Gellért fürdő), termes Széchenyi (Széchenyi fürdő, el balneari més gran d'Europa), balneari Lukács (Lukács fürdő), balneari Rudes (Rudes fürdő), balneari Király (Király fürdő) i balneari Rác (Rác fürdő).
Les aigües medicinals serveixen per a tractar malalties dels òrgans locomotors, de la circulació sanguínia i de ginecologia.
Als voltants d'aquests banys termals existeixen pous i sales per a beure aigua medicinal amb alt contingut de diferents tipus minerals. La més coneguda d'aquestes sales d'ingesta serveix d'entrada al bany termal Lukács, que va ser inaugurat el 1937, orientant-se les seves aigües medicinals a la curació de problemes digestius. L'edifici del bany termal va ser construït el 1894. Els seus efectes benèfics medicinals aviat van ser coneguts a la resta d'Europa, i es convertí en un dels llocs més notables d'aquesta saludable especialitat.
També són famosos els banys termals de l'època turca que funcionen avui dia, com per exemple el Király, construït a la fi dels anys 1500, i el bany Rác. El bany Rudes —amb la seva sala octogonal de columnes i cúpula— és el bany turc més antic i millor ornamentat.

## Galeria d'imatges

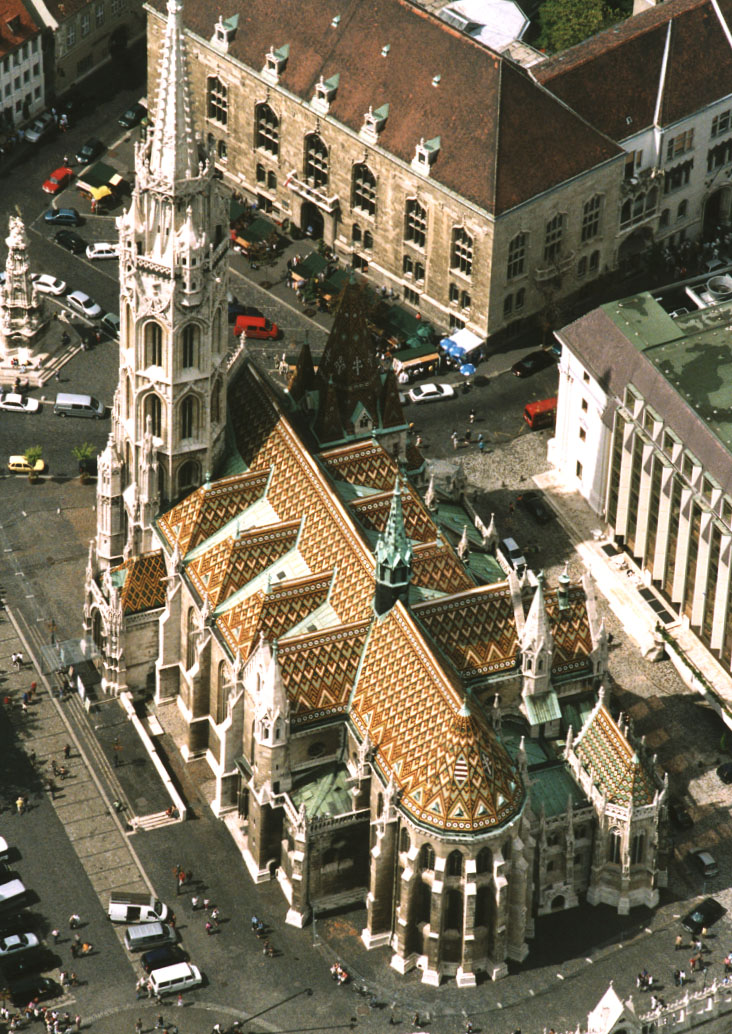
Església de Sant Maties
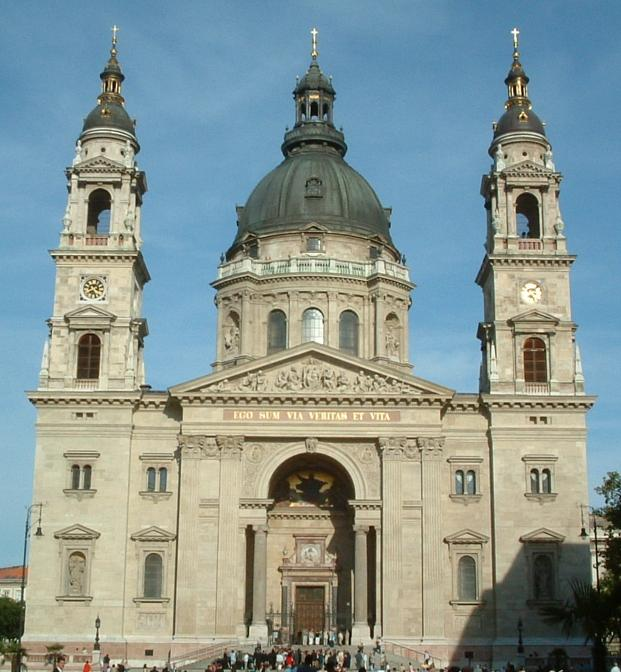
Basílica de Sant Esteve
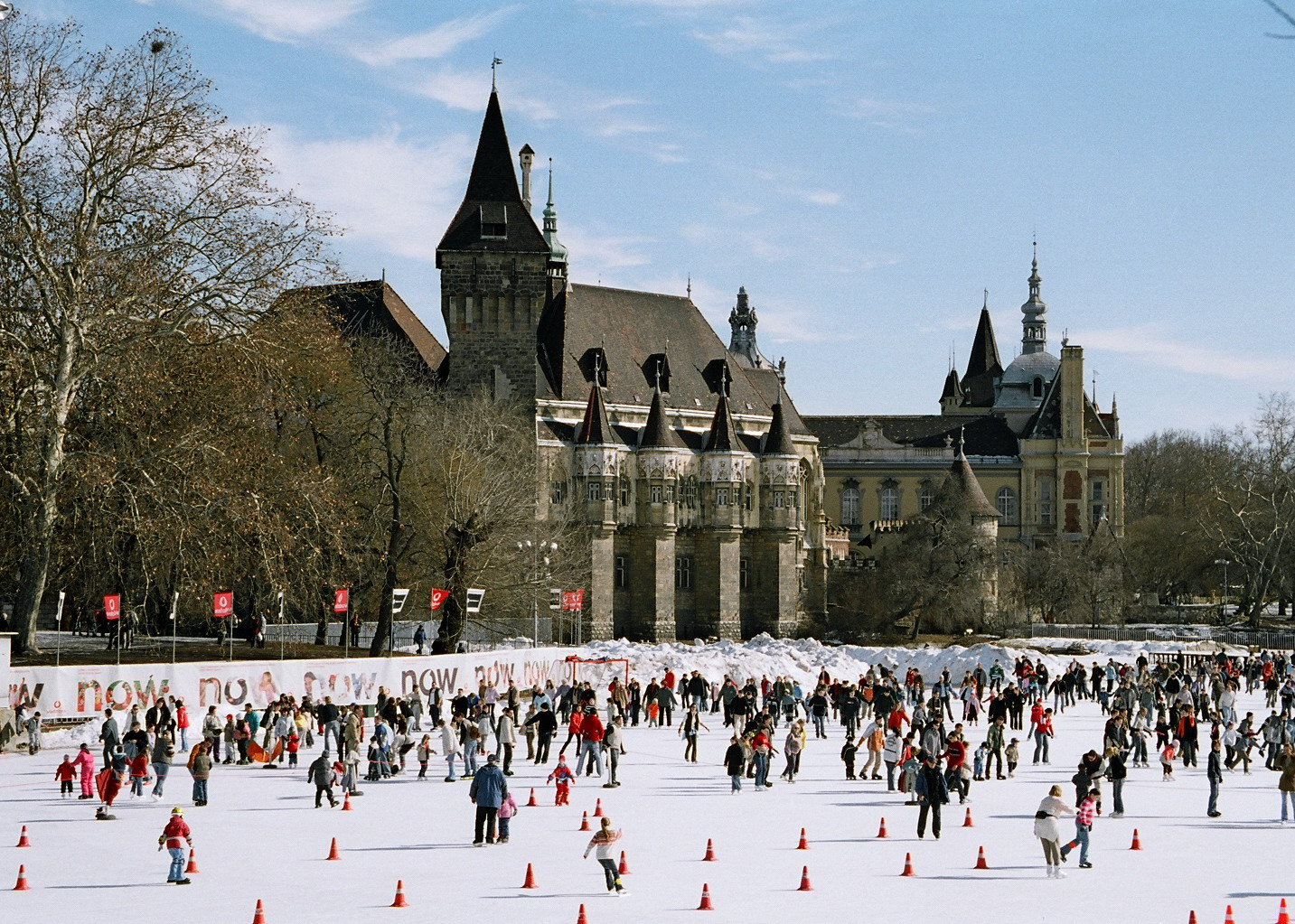
Castell de Vajdahunyad
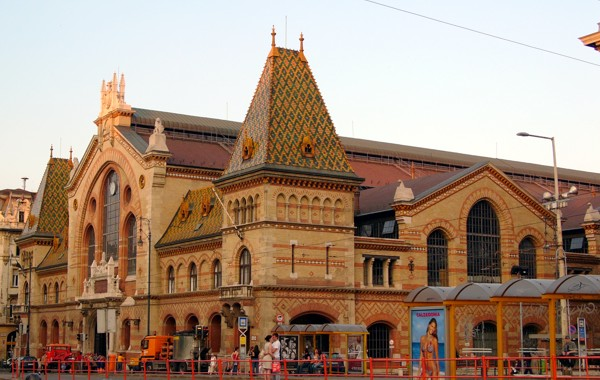
Mercat Central de Budapest
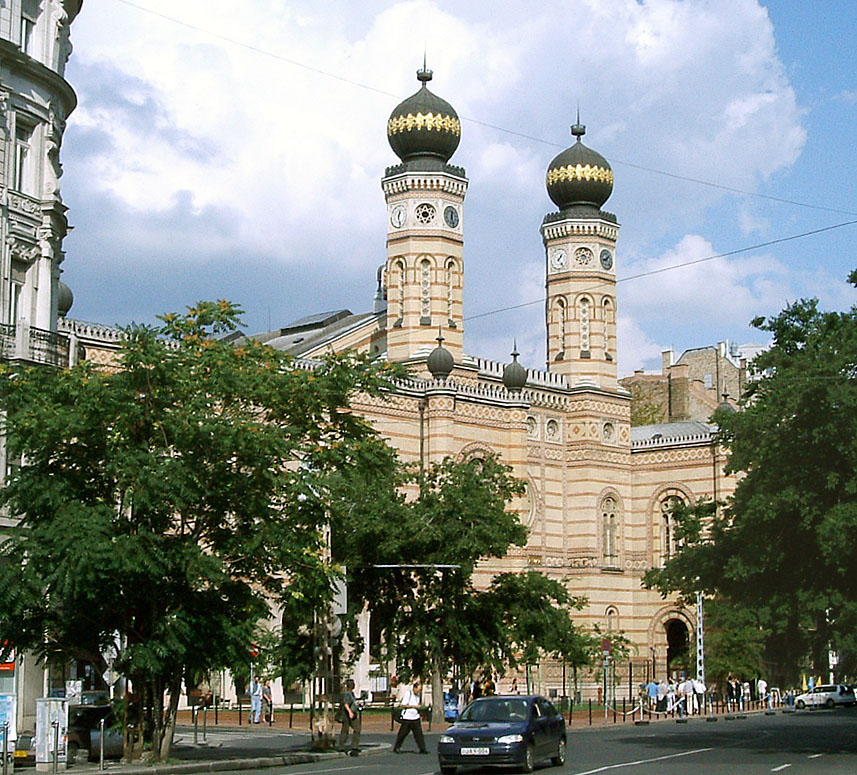
Gran sinagoga del carrer Dohány

## Nadius il·lustres
- Pal Kadosa: compositor i pianista (1903-1983)
- Joseph Böhm: violinista (1789-1863) nascut al cantó de Pest
- Jelly d'Aranyi: violinista (1895-1966) era neboda de Joseph Joachim
- George de Hevesy: físic i químic (1885-1966), Premi Nobel de Química de 1943
- Adila d'Aranyi: violinista (1886-1962) era neboda de Joseph Joachim
- Mátyás Seiber: compositor i violoncel·lista (1905-1960).
- László Lajtha: compositor i folklorista (1891-1963)
- Ilona Eibenschütz: pianista (1872-1967)
- Albert Siklós: compositor (1878-1942)
- Ilona Durigo: mezzosoprano (1881-1943)
- Albert Szent-György (1893-1986): metge Premi Nobel de Medicina o Fisiologia de 1937
- Attila József: poeta (1905-1937)
- Eugen Szenkar: director d'orquestra i arranjador (1891-1977)
- Julius Kaldy: director d'orquestra i compositor (1838-1901)
- Stefan Stocker (1845-1910): compositor i pianista
- Alexander Sebald (1869-1934) violinista i compositor musical
- Georg von Békésy (1899-1972) biofísic, Premi Nobel de Medicina o Fisiologia de 1961
- Dennis Gabor (1900-1979) físic, Premi Nobel de Física de 1971
- Eugene Paul Wigner (1902-1995) físic i matemàtic, Premi Nobel de Física de 1963
- John Harsanyi (1920-2000) economista, Premi Nobel d'Economia de 1994
- George Andrew Olah (1927-) químic, Premi Nobel de Química de l'any 1994.
- Imre Kertész (1929-2016) escriptor, Premi Nobel de Literatura de l'any 2002
- Lajos Martin (1826-1897), matemàtic, enginyer i pioner de l'aviació
- Zoárd Geőcze (1873-1916), matemàtic
- Tibor Radó (1895-1965), matemàtic
- Béla Kerékjártó (1898-1946), matemàtic
- László Rédei (1900-1980), matemàtic
- Steven Vajda (1901-1995), matemàtic, pare de la investigació operativa
- Károly Kernstok (1873–1940), pintor hongarès i un dels representants del grup avantguardista The Eight.